# アーマライト
アーマライト（英: ArmaLite）は、元々航空機メーカーのフェアチャイルドの銃器開発部門であり、20世紀の小火器史において最も大きな影響を与えた企業の一つに数えられている。
1954年10月1日に創業したアーマライトは現在世界で使用されているM16やM4等の多くの歩兵用ライフル銃の礎を築いた。現在アーマライトはイリノイ州ゲネセオに本拠を置く。

## 歴史
アーマライトは設立直後に.22口径の自衛用火器AR-5を発表し、大きな成功を収める。このAR-5はアメリカ空軍にMA-1サバイバルライフルとして制式採用された。また民間用の自衛火器として.22口径（.22LR弾を使用）のAR-7を開発する。セミオートマチックのAR-7の大きな特徴は、銃を分解した後パーツをストックにしまうことができる点である。更に銃本体は合金製でありながら、ストックはプラスチック製であり、組み立てた状態であっても、ストック内に部品を収納した状態であっても水に浮かせることができる。1950年後半に発売されて以降様々な企業によって派生型が開発・製造され、現在もAR-7は人気を博しておりその製造にはヘンリー・リピーティングアームズが従事している。

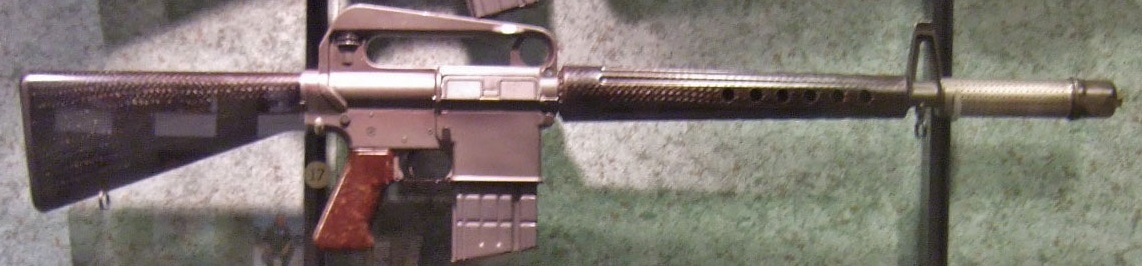
アーマライトの代表作AR-10

1954年に後のM16シリーズの生みの親であるユージン・ストーナーがアーマライトの技術責任者に任命される。ストーナーは第二次世界大戦中海兵隊員であり、銃器に精通していた。彼は7.62mm口径のAR-10を開発し、1955年にM1ガーランドの後継銃の選定を行っていたアメリカ軍に候補としてトライアルに参加させた。トライアルではM1ガーランドの発展版であるM14、FN社によるFN FAL（T48）とAR-10による三つ巴の争いとなった。しかしAR-10はストーナーの反対を会社上層部が押し切って採用されたアルミ合金製銃身の耐久性不足からトライアルから落第してしまう。なおこのトライアルではFN FALも落選し、一部では最初からM14が制式採用されることが決定していたのではないかと言われた。

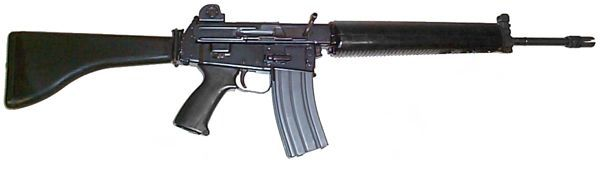
AR-18

アーマライトはその後AR-10を5.56mm口径へ小口径化させてAR-15を開発する。これは当時大火力のライフル銃よりも小口径の自衛用火器を装備する方が適していた将校、パイロット、戦闘車両運転手などに使用されていたM1カービンとの代替を狙って開発されたものである。後にAR-10とAR-15の製造ライセンスはコルト社に売却され、コルトAR-15は法執行機関向けの全自動射撃が可能なモデルと民間向け半自動モデルを開発し、後に発射方式選択式のAR-15がアメリカ空軍に採用された。
M16はメンテナンス不良の際に実包が薬室に装填されず、ボルトが半開きのまま装填不良を起こすことがあった。そこでM16A1として改良されるにあたって、フォアードアシストノブと呼ばれるボルトを強制的に前へ押し出す装置を取り付けることと、薬室と銃身内にクロームメッキをほどこすことで、信頼性を向上させている。ベトナム戦争中では兵士はいつでもM16に注油ができるようにヘルメットバンドにガンオイルの小瓶を挿したり、頻繁に使用する必要のあるクリーニングキットをハンドガードにテープで留めていたりしたなどと言われている。これは頻発したジャミングに対処するためであったが、軍ではジャミングの原因は銃のメンテナンス不足ではなく、火薬が不適合であるからだと考えた。当時は予算の問題から値段の安い火薬が実包に使用されていた。またこの火薬の方が、射撃速度が速かった。軍の決定により実包の火薬が変更されたが、それによりAR-15はより頻繁にクリーニングを要するデリケートな武器となり、兵士達はM16を「Poodle Shooter」や「Jam A Matic」などと呼んで蔑んだ（これ以後のM16の歴史及び派生型に関してはM16を参照のこと）。
アーマライト初のショットガンAR-17を1964年に製造を開始している。
AR-10とAR-15の製造ライセンスをコルトに売却したアーマライトには主力商品が残っていなかった。1963年にはコルトの持つライセンスに違反しない、新しいガスシステムを持つAR-15の"発展型"であるAR-18を開発した。AR-18のレシーバーは製造の安易なスチールプレス製であり、優れた軍用ライフルであったが、大きな販売契約を結ぶことはなかった。AR-18はアイルランド共和軍 (IRA) に採用され、「未亡人製造機 (widowmaker)」というあだ名をつけられた。現在イギリスで制式採用ライフル銃となっているL85はXL64を基にして開発されているが、このブルパップ式のXL64はアーマライトAR-18のブルパップ改造型が基になっている。またシンガポールのSAR-80やドイツのG36もAR-18の機構を踏襲している。
アーマライトはその短い歴史の中で多くの経営者の手を渡り歩いていき、1995年にイーグルアームズに買収された。今日ではアーマライトはAR-15やAR-10の派生型を積極的に開発販売する他、12.7x99mm NATO弾を使用する大口径スナイパーライフルなども開発している。またAR-24やAR-26といった拳銃の開発にも手をだしている。
現在アーマライトはスプリングフィールドやロックリバーアームズといったイリノイ州に本拠を置く銃器メーカーと協力してイリノイ州で提案されているアサルトウェポン（攻撃武器）禁止法に強く反対している。